# Economist Intelligence Unit
L'Economist Intelligence Unit (EIU) és una unitat de negoci de l'Economist Group que ofereix previsions i serveis d'assessorament econòmic mitjançant estudis i anàlisis de mercat, com ara informes mensuals sobre els estats, previsions econòmiques a 5 anys de països, informes de servei sobre els riscos dels estats i informes industrials. Té oficines arreu del món.